# Acronicta illita
Acronicta illita là một loài bướm đêm trong họ Noctuidae.